# 野口廣
野口 廣（のぐち ひろし、1925年12月26日 - 2017年5月31日）は、日本の数学者、国際あやとり協会顧問、数学オリンピック財団前理事長、早稲田大学名誉教授。初期は野口宏の筆名を用いた。

## 略歴
東京出身。東北帝国大学理学部数学科卒業、1948年同大学副手、1952年早稲田大学講師、1956～1957年湯川奨学金による大阪大学内地留学、1958年ミシガン大学に留学、1960年大阪大学より理学博士号取得。1965年早稲田大学理工学部教授。1966年～米国National Science Foundationの招待によるイリノイ大学客員教授。1996年早大定年、名誉教授。1991年の数学オリンピック財団設立に尽力。2003年国際数学オリンピック日本大会を最高責任者として開催。2004年財団理事長退任。趣味のあやとりに復帰。
弟子として加藤十吉がいる。

## 著書

### 数学
- 『位相空間』至文堂(1964年）
- 『トポロジーの世界 奇妙な数学とその応用』野口宏 ダイヤモンド社 1966　のちちくま学芸文庫
- 『エキゾチックな球面』正続　野口宏 ダイヤモンド社 1969　のちちくま学芸文庫
- 『言語と数学 コンピュータ・サイエンスのために』野口宏 ダイヤモンド社 1969
- 『数学者群像 現代数学への苦難の道』野口宏 河出書房新社 1970
- 『数理言語入門』野口宏 ダイヤモンド社 1970
- 『トポロジー 基礎と方法』野口宏 日本評論社 1971　のちちくま学芸文庫
- 『幾何の世界 空間への挑戦と日本の数学者』野口宏 日本評論社 1972
- 『カタストロフィーの理論 その本質と全貌』野口宏 講談社 1973
- 『トポロジーの話題から』日本評論社 1973
- 『カタストロフィーの話 現代数学の社会的応用』野口宏 日本放送出版協会 NHKブックス 1976
- 『カタストロフィー』野口宏　サイエンス社（1977年)
- 『不動点定理』共立出版（1979年）
- 『経営のカタストロフィー理論 数学は企業にどこまで有効か』PHP研究所 1982
- 『トポロジーって何だろう 身近かな図形・空間・宇宙を見直そう』ダイヤモンド社 1986
- 『基礎からよくわかる微分・積分 改訂版』旺文社 1989

### 共著編
- 『応用カタストロフィー理論 社会科学+破局の理論』E.C.ジーマン共著 講談社ブルーバックス 1974
- 『グラフ理論』野口宏,釜江慶子著 ダイヤモンド社 数理科学シリーズ 1974
- 『初等カタストロフィー』野口宏,福田拓生共著 共立出版 1976
- 『遊びの百科全書〈4〉図形工房』編 日本ブリタニカ　1980
- 『図形あそびの世界』編 講談社現代新書 1981

### あやとり
- 「あやとり」正続　河出書房新社（1973-74）
- 『たのしいあやとり』全3巻　浜田洋子絵　河出書房新社（1974-75）
- 『続々・あやとり』河出書房新社（1975）
- 『キキとララのたのしいあやとり』サンリオ 1978
- 「あやとり」大陸書房（1980）
- 『キキとララの世界のあやとり』サンリオ 1980
- 『キキとララのびっくりあやとり』サンリオ 1980
- 『キキとララのやさしいあやとり』サンリオ 1982
- 『かんたんあやとり』サンリオ 1986
- 『みんなのあやとり キキララとあそぼう』サンリオ 1987
- 『あやとり大百科』サンリオ 1989
- 『あやとりであそぼう. 1　サンリオ 1989
- 『キキとララのあやとり世界旅行』サンリオ 1989
- 「キキとララのかんたんあやとり」サンリオ（1992）
- 『やさしいあやとり』主婦の友社（2005）
- 『大人のあやとり』主婦の友社（2007）
- 『こどもたちの算数力を高めるあやとり』サンリオ 2007
- 『マイメロディーのたのしいあやとり」サンリオ（2007）
- 『たのしいあやとり 世界のあやとりがわかる オールカラー 中級編』土屋書店 2009
- 『3才から遊べるはじめてのあやとり ひも1本で子どもの脳を育てる、夢をあたえる』主婦の友社 2010
- 『みんなであそぼう!やさしいあやとり』成美堂出版 2011
- 『たのしいあやとりスタート』土屋書店 2013
- 『たのしいあやとりチャレンジ』土屋書店 2013
- 『能力アップあやとり』主婦の友社（2013）
- 『ハローキティのワクワクあやとり』サンリオ 2015
- 『あやとり大全集』主婦の友社（2015）
- 『親子で遊べる楽しいあやとり』高橋書店（監修のみ、著者は野口とも）（2015）
- 『あやとり学 起源から世界のあやとり・とり方まで』こどもくらぶ編 今人舎 2016

共著
- 『世界あやとり紀行　精霊の遊戯』シシドユキオ,マーク・A・シャーマン共著　建築・都市ワークショップ編集 INAX出版（2006）
- 『あやとり』文溪堂　シシドユキオ氏

### 翻訳
- R.H.クロウェル, R.H.フォックス『結び目理論入門』寺阪英孝,野口宏訳 岩波書店 現代科学選書 1967
- E.E.クレーマー『物語・数学の歴史』野口宏,木村健訳 ダイヤモンド社 1967
- W.G.チン, N.E.スチンロート『初歩のトポロジー』河出書房新社 SMSG新数学双書 1969
- O.オア『グラフ理論』河出書房新社 SMSG新数学双書 1970
- ボイス『シャボン玉の世界』東京図書 1975　改題「シャボン玉の科学」
- T.ポストン, I.スチュワート『カタストロフィー理論とその応用 理論編・応用編』伊藤隆一、戸川美郎共訳 サイエンス社 1980‐82
- Arthur Engel『パソコンで数学』守屋悦朗共訳 共立出版 1995